# Manihot catingae
Manihot catingae är en törelväxtart som beskrevs av Ernst Heinrich Georg Ule. Manihot catingae ingår i släktet Manihot och familjen törelväxter. Inga underarter finns listade i Catalogue of Life.